# Pentagenia robusta
Pentagenia robusta es una especie extinta de insectos de la familia Ephemeridae. Era una especie de efímeras endémica para los Estados Unidos (Indiana, Kentucky y Ohio). La última vez que fue vista era en 1926.

## Fuente
- Centro Mundial para el Control de la Conservación (World Conservation Monitoring Centre) 1996.  Pentagenia robusta. 2006 Lista roja de la UICN de especies amenazadas (en inglés). Descargado el 10 de agosto de 2007.

- Datos: Q1623893